# Ruksana
Ruksana (Afganistan) és una cirurgiana i professora afganesa. La BBC la va incloure a la llista de les 100 dones més influents del 2021.
Va fundar una entitat que vetlla per la salut dels pacients desplaçats pel conflicte del 2021, quan els talibans van tornar al poder. Va ser voluntària d'un programa per lluitar contra el càncer i el 2021 va impulsar una iniciativa per informar sobre el càncer de mama.